# Tinta invisível
A tinta invisível é uma substância que pode ser usada para escrever, que ou é invisível na aplicação ou desaparece rapidamente, e pode subsequentemente ser restaurada por alguns meios. O uso da tinta invisível é uma forma de esteganografia, e foi usada em espionagem.
As formas mais simples de tinta invisível são suco de limão e leite. Para este tipo de 'tinta fixada por calor', qualquer líquido ácido funciona. Escreve-se no papel com uma pena, palito de dente ou um dedo mergulhado no líquido. Uma vez seco, o papel parece em branco. A escrita é feita para aparecer aquecendo o papel, num ferro de passar ou forno, por exemplo.
Outros tipos de tinta invisível incluem reações químicas diferentes, geralmente uma reação tipo ácido-base (como o papel de litmus), que é similar ao processo mimeográfico.
Um exemplo histórico muito famoso do uso de tinta invisível é o das cartas enviadas durante a Segunda Guerra Mundial. Para evitar que informações importantes de estratégias fossem interceptadas e descobertas, os militares passaram a fazer o uso desse artifício químico. Normalmente, em papel bege, mais disponível na época, escreviam a mensagem desejada que só seria revelada quando a reação de precipitação necessária ocorresse.